# J研
J研（ジェイケン）は、かつて株式会社CAM（旧・シーエー・モバイル）によって運営されていた携帯電話用着信メロディ投稿ウェブサイトである。2000年代初頭から運営され、その規模は国内最大であったが、2010年代以降のスマートフォンの普及に伴い、着信メロディの需要が減ったことで利用者が減少し、2021年3月31日をもって全てのサービスが終了した。

## 概要
- 投稿はパソコンからはもちろん、携帯電話からでも可能であり、投稿できた着信メロディ（以下、着メロ）はYAMAHAのSMAF形式（主にau、SoftBankが採用している音源である[2]）のほか、2011年10月5日からはMP3形式が、同年11月1日からはSMF（MIDI）形式が投稿可能となっていた。
  - DoCoMo（NTTドコモ）向けに、着メロを録音して着うた形式にしたファイルも配信されているほか、2011年7月26日よりAndroid用アプリが配信されていた[3]。
- 携帯電話から月額330円で会員登録すれば、着メロデータがダウンロードが可能になる[4]。
- JASRACのほか、NexTone、ダイキサウンドなどの諸団体にも対応している。投稿されたデータは、内容の審査のうえ公開されるが、以下は公開不可能。
  - どの団体にも信託されていない楽曲
  - レコード会社専属楽曲（管理楽曲）
  - 同一性保持権を侵害する恐れのあるもの
  - 同一の投稿者が、同一曲をほぼ同一形式で複数曲投稿しようとした場合
  - 原曲の音源（CDなど）が未発売の場合、一部を除き発売日までは非公開となる（メロコード直入力でのみアクセス可）
- またこれらとは別に、著作権が消滅したクラシック音楽や、投稿者が作曲したオリジナル曲・効果音などは、月額会員ならばポイントを消費することなく[5]ダウンロードが可能となっていた。

### 姉妹サイト
- 本家のJ研と平行して以下のサイトも運営されており、それぞれ利用料金やダウンロードできる着メロが異なる[6]。

J研＋ - SoftBankのみ提供。転送不可となる代わりに、ダウンロード数が無制限となる。
J研のアニ着 - J研投稿曲のうち、アニメ関連の着メロのみをダウンロードできる。
J研のクラシック - （以下、タイトルに記載されたジャンルの楽曲をダウンロードできる点はアニ着と同じ）
J研の洋楽
J研のクラブサウンド
J研のオルゴール
J研の演歌･歌謡
J研の効果音

### J-KENケータイシーケンサー
ケータイシーケンサー - ウェイバックマシン
- 2008年に、携帯電話でSMAF形式40和音/64和音（MA-3/MA-5）の着メロを作成できるアプリ「J-KENケータイシーケンサー」を提供開始、PCを保有していないユーザーからの新規投稿の受付を開始した。
  - 創立当初はSMAF形式の着メロを作成できるSoftBank携帯が多かったが、着うたの普及で減少、消滅し、PCでの着メロ作成が主流となっていた背景があった。
  - 3G携帯向けアプリサービス「EZアプリ」配信終了に伴い、2017年11月30日をもってサービス終了となった。

### モバイル音楽スタジオ
モバイル音楽スタジオ - ウェイバックマシン
- 2009年、128和音(MA-7/SMAF)の着メロを作成できる上位版アプリ「モバイル音楽スタジオ」提供開始。
  - 今まで128和音の着メロ作成はPC作成のみであったが、業界で初めて携帯での作成を可能にした。
  - 「J-KENケータイシーケンサー」と同様に、2017年11月30日をもってサービス終了となった。

### クリエイターレベル
- 初級者
  - 投稿を開始して1ヶ月以内の投稿者アカウントには、若葉マークが表示される。
- 一般クリエイター
  - 投稿を開始して1ヶ月以上の、標準アカウント[7]。

### Jレージ
着メロを投稿した投稿者に対して、ポイント「Jレージ」が発行される。
- キャンペーンなどを除き、標準では主に以下の計算式で発行される。
  - 期間内の着メロ被ダウンロード1件につき『1ポイント』[8][9]。
- 毎月1日に前月分のポイントが発行される。有効期間は2年間。
- 1ポイント＝約1円換算で、Amazonギフト券（Eメールタイプ）やiPod、ゲーム機などと交換できた[10]。

## 沿革
- 2000年頃 - 小西寛史による個人サイト「J-SKY研究所」として設立。
- 2003年5月 - 株式会社ジェイケンとして法人化[11]。
- 2004年頃 - 携帯ポータルサイト「J-KENポータル」サービス開始[12]。
- 2005年5月 - J-KENポータル内にて、アバターチャット「J-KENチャット」サービス開始[13]。
- 2005年10月 - 着うたを使用したインディーズ音楽配信サイト「JKEN Music」サービス開始[14]。
- 2007年4月 - 株式会社ドリコムの子会社となる。
- 2007年12月 - 着メロを録音して着うた形式にしたファイルをDoCoMo向けに配信開始。
- 2008年4月 - 携帯アプリ「J-KENケータイシーケンサー」配信開始。
- 2009年5月 - 株式会社ドリコムに吸収合併される。
- 2009年8月 - 携帯アプリ「モバイル音楽スタジオ」配信開始。
- 2011年7月 - Android用アプリが配信開始。
- 2012年3月 - 株式会社シーエー・モバイルへ譲渡されることが発表される。
- 2017年11月 - 「J-KENケータイシーケンサー」「モバイル音楽スタジオ」がサービス終了。
- 2019年3月 - 1日より社名が「シーエー・モバイル」から「CAM」へ変更となった[15]。
- 2020年5月 - 利用者の減少に伴い、同年7月末（8月3日更新分）をもって楽曲投稿の受付終了を発表[16]。
- 2020年8月 - 8月3日更新分[17]をもって楽曲投稿の受付が完全に終了した。
- 2021年1月 - 同年3月31日をもって全てのサービスを終了することが発表された[18]。
- 2021年3月 - 31日をもって全てのサービスが終了し、これにより「J-SKY研究所」から約21年続いた歴史に幕を下ろした。